# نادي الهلال السعودي موسم 2017–18
موسم نادي الهلال السعودي لكرة القدم 2017–18 يعتبر الموسم الستين في مسيرة نادي الهلال السعودي منذ تأسيسه 1957، والموسم الثاني والأربعين له في الدوري السعودي لكرة القدم تحت مسمى دوري جميل السعودي للمحترفين بقيادة المدرب الأرجنتين رامون دياز بعد التجديد له منتصف يونيو 2017، وقرر الجهاز الفني للفريق الأول لكرة القدم إقامة معسكر إعداداي للفريق في 11 يوليو 2017 في العاصمة النمسا على أن يستمر المعسكر لمدة ثلاث أسابيع. حتى 31 يوليو تحضيرًا لخوض منافسات الموسم الرياضي الحالي، يذكر أن الجهاز الفني كشف في وقت سابق عن قائمة الفريق التي ستغادر إلى معسكر الإعدادي الخارجي وجاءت القائمة لتضم 33 لاعبًا، تضم الفريق الأول بالإضافة لستة لاعبين من فريق الأولمبي هم مروان الحيدري وعبد الرحمن اليامي ومجاهد المنيع ومهند فلاته وفهد الرشيدي وعادل المولد. وفيما يخص البطولة العربية، فقد جاء قرار إدارة نادي الهلال والجهاز الفني للفريق الأول لكرة القدم بإسناد المهمة والمشاركة بالفريق الأولمبي تحت اشراف الأرجنتيني خوان براون مدرب الفريق الأولمبي للهلال بدلًا عن الفريق الأول من أجل الاستعداد لمواجهة العين الإماراتي في دور الثمانية في دوري أبطال آسيا والدوري المحلي وتجنب إرهاق لاعبي الفريق الأول، ومنح الأرجنتيني رامون دياز مدرب الهلال الثنائي عبد الكريم القحطاني وماجد النجراني من الفريق الأول فرصة لإثبات أحقيتهما في البقاء ضمن صفوف الفريق لموسم آخر، وذلك من خلال إشراكهما مع الفريق الأولمبي في بطولة الأندية العربية.
وفضل الهلال بطل الثنائية المحلية الموسم الماضي تركيز جهود الفريق الأول على المعسكر في النمسا والعودة منه مباشرة إلى الرياض قبل انطلاق الدوري المحلي أوائل شهر أغسطس بفترة مناسبة واختتم الفريق الأول لكرة بنادي الهلال 30 يوليو 2017 معسكره الإعدادي المقام بالنمسا، بالخسارة من فريق ايتيمز التركي بنتيجة هدفين مقابل هدف، وغادرت بعثة الفريق الهلالي صباح يوم 31 يوليو 2017 متجهة إلى الرياض حيث منح الجهاز الفني اللاعبين راحة ليومين نظير الجهود التي بذلهوها خلال مرحلة الاعدادية، على أن يعودوا الاستعداد لأولى مواجهات الفريق في دوري المحترفين السعودي أمام الفيحاء بالرياض.
قدّمت إدارة الهلال طلبا رسميا لإعفاء لاعبيها من معسكر المنتخب السعودي في أيام الفيفا، وذلك بغرض تجهيز الفريق ضمن معسكر أبو ظبي الاعدادي لمواجهة مباراة الإياب أمام نادي بيروزي الإيراني في نصف نهائي دوري أبطال آسيا 17 أكتوبر 2017, وكان رفض إدارة المنتخب لطلب نادي الهلال إعفاء لاعبيه من المعسكر الدولي الاثنين المقبل لخوض وديتي جاميكا وغانا، وذلك بسبب وجود مدة كافية (أسبوع) بين نهاية معسكر الأخضر ومباراة الإياب أمام بيروزي. فيما أعلن الاتحاد السعودي لكرة القدم 29 سبتمبر 2017 عن تأجيل ثلاث مباريات ضمن الجولة السادسة من منافسات الدوري السعودي للمحترفين لكرة القدم ومن بينها مباراة «الرائد والهلال»، المقررة يوم 12 أكتوبر لتقام يوم 30 أكتوبر 2017، وأوضح الاتحاد أن القرار يأتي لإراحة لاعبي المنتخب؛ الذي سيخوض مباراتين وديتين أمام جامايكا وغانا يومي 7 و10 أكتوبر المقبل.
وصلت بعثة فريق الهلال عصر يوم 02 أكتوبر 2017 إلى العاضمة الأماراتية أبوظبي لإقامة معسكر إعدادي لمدة سبع أيام خلال فترة توقف الدوري السعودي للمحترفين بسبب أيام الفيفا،  حيث استدعى مدير الجهاز الفني الأرجنتيني رامون ديار خماسي الفريق الأولمبي «أحمد الشهري، وليد الأحمد، عبد الله المهيني، أنس زباني، مشاري القحطاني، فيما يواصل اللاعب» نواف العابد" برنامجه العلاجي والتأهلي في مقر النادي والذي انضم في وقت لاحق لمعسكر الهلال في أبوظبي،  وسط غياب لاعبي الفريق الأول المنظمين لتشكيل المنتخب السعودي الأول لكرة القدم، " عبد الله المعيوف، ياسر الشهراني، محمد البريك، عبد الله الزوري، محمد كنو، سالم الدوسري واستدعاء في قت لاحق المهاجم فريق الهلال الألمبي عبد الرحمن اليامي للمشاركة في المعسكر الإعدادي تأهبا لوديّتي جامايكا وغانا.
أعلن نادي الهلال يوم 09 أكتوبر 2017 أن شريكه الإستراتيجي شركة صلة الرياضية «المسوق الحصري للنادي» توصل إلى اتفاق مع جامعة الملك سعود في الرياض؛ وذلك لإستثمار ملعب الجامعة الرياضي؛ لاحتضان مباريات الهلال في كافة المسابقات فور الانتهاء من الترتيبات النهائية لتجهيز الملعب لاستقبال الجماهير الرياضية، حيث ستكون هذه المنشأة الوطنية العملاقة هي الملعب الرسمي لنادي الهلال. ولمدة ثلاثة أعوام، وشهد فبراير 2018 احتضان أول مباراة اقيمت لزعيم على ملعب الجديد أمام العين الإماراتي في دور المجموعات ببطولة دوري أبطال آسيا 2018.
في 15 أكتوبر 2017 أعلن الأتحاد السعودي قرار لجنة المسابقات تعديل مواعيد مبارات الجولة التاسعة من الدوري السعودي لكرة القدم وذلك بتقديم عدة مباريات منها تقديم مباراة فريق الهلال والشباب إلى يوم 01 نوفمبر 2017، واعتمدت اللجنة تأجيل مباراة الهلال والرائد ضمن الجولة السادسة من الدوري للمرة الثانية لتقام في 05 ديسمبر 2017 بدلا عن موعدها السابقة المقرر في 30 أكتوبر 2017، مع إعلان وصول نادي الهلال السعودي لنهائي دوري أبطال آسيا، قررت لجنة المسابقات بالاتحاد السعودي لكرة القدم في 17 أكتوبر 2017 تأجيل مبارتي فريق الهلال أمام نادي الفيصلي ضمن الجولة العاشرة ونادي الاتفاق ضمن الجولة الحادية عشر من الدوري السعودي للمحترفين لتعارضها مع مباراتي نهائي دوري أبطال آسيا.
في 29 نوفمبر 2017 توج لاعب الهلال والمنتخب السوري عمر خربين بجائزة أفضل لاعب في آسيا لعام 2017، وذلك خلال حفل توزيع الجوائز السنوية الذي أقيمت في العاصمة التايلاندية بانكوك.
قررت إدارة نادي الهلال برئاسة الأمير نواف بن سعد إقالة المدرب الأرجنتيني رامون دياز في 21 فبراير 2018 وقبل نهاية الدوري السعودي للمحترفين بأربعة جولات حاسمة بسبب تدني مستويات الفريق الأول في الفترة الماضية، وآخرها الهزيمة من نادي الاستقلال في ثاني مباريات دور المجموعات من دوري أبطال آسيا 2018 وكلفت الإدارة الهلالية الأرجنتيني خوان براون مدرب أولمبي الهلال بقيادة تدريبات الفريق الأول حتى نهاية الموسم. حيث استطاع المحافظة على الصدارة حتى التتوِّيج بلقب الدوري السعودي للمرة 15 في تاريخ الهلال وللسنة الثانية على التوالي، وذلك على حساب ضيفه الفتح في المواجهة التي جمعتهما على ملعب جامعة الملك سعود بالرياض في الجولة الختامية من دوري المحترفين السعودي. وبذلك يعتبر الطرف الأول لنهائي كأس هيئة الرياضة لبطل السوبر.
بنهاية الجولة السادسة والعشرين والأجواء الاحتفالية لنادي الهلال صرح كابتن أسامة هوساوي نهاية علاقته التعاقدية مع نادي الهلال وأن موسمه الحالي هو الأخير في مسيرته الكروية، مؤكدا بأن هذه آخر مباراة يرتدي فيها القميص الأزرق. في 13 أبريل 2018 أعلن قائد الهلال كابتن ياسر القحطاني عبر حسابه الرسمي على موقع تويتر في مقطع فيديو قصير خلع قميص 20 وشارة القيادة، 
في إشارة إلى اعتزاله اللعب نهائيًا بنهاية الموسم الحالي بعد مسيرة حافلة بالإنجازات آخرها مشاركته في تحقيق نادي الهلال لقب الدوري السعودي للمحترفين الحالي. في وقت لاحق أعلن معالي رئيس الهيئة العامة للرياضة تركي آل الشيخ عبر حسابه الرسمي على موقع تويتر في 13 أبريل 2018 موافقته على طلب استقالة لأمير نواف بن سعد من منصبه بعد ثلاثة سنوات من توليه رئاسة النادي وأبلغه عدم رغبته الاستمرار في منصب رئاسة النادي وقرار تكليف نجم الهلال والمنتخب السعودي السابق سامي الجابر برئاسة نادي الهلال لموسم واحد خلفاً للأمير نواف بن سعد.
أهم عوامل رسمت ملامح الموسم الرياضي الحالي هي كثرة الإصابات والغيابات وتأثيرها السلبي على مسيرة النادي في المنافسة المحلية وخسارة نهائي دوري أبطال آسيا، وضعف المعدل التهديفي وتأخر حسم الدوري للجولة السادسة والعشرين. حتى وصف هذا الموسم واحد من أصعب المواسم وفقا للعقبات التي عانى منها الفريق.

## طقم الفريق

### طقم اللاعبين
العلامة التجارية الرياضية: نايكي
| الطقم الأول | الطقم الثاني | الطقم الثالث |

### طقم حارس المرمى
|  |  |  |

## إنتقالات الموسم

### فترة الإنتقالات الصيفية
- أعلنت لجنة الاحتراف في الاتحاد السعودي لكرة القدم انطلاق فترة التسجيل الصيفية اعتبارًا من 2 يوليو 2017، والتي تستمر حتى يوم 12 سبتمبر 2017. شريطة إستيفاء شروط التسجيل.[30] وفق الأحكام المنصوص عليها في لائحة الاحتراف المعتمدة بالاتحاد السعودي لكرة القدم والتعاميم الصادرة بناء عليها دون النظر إلى القواعد التنظيمية الخاصة بمديونيات الأندية.[31][32]

#### انتقال إلى الهلال
| تاريخ الانتقال | المركز | الرقم. | اللاعب        | انتقال من نادي         | تكلفة                | ملاحظات                                          |
| -------------- | ------ | ------ | ------------- | ---------------------- | -------------------- | ------------------------------------------------ |
| 03 مايو 2017   | FM     | 44     | مختار فلاته   | نادي الوحدة السعودي    |                      | انتقال.                                          |
| 22 يونيو 2017  | DF     | 5      | علي آل بليهي  | نادي الفتح السعودي     |                      | انتقال 3 مواسم.                                  |
| 23 يونيو 2017  | SS     | 77     | عمر خربين     | نادي الظفرة الإماراتي  |                      | صفقة انتقال لمدة 4 مواسم                         |
| 03 يوليو 2017  | LB     | 13     | حسن كادش      | نادي الاتفاق السعودي   | 5000000000000000000♠ | صفقة انتقال                                      |
| 03 يوليو 2017  | CM     | 28     | محمد كنو      | نادي الاتفاق السعودي   | 5000000000000000000♠ | صفقة انتقال                                      |
| 16 يوليو 2017  | GK     | 26     | علي الحبسي    | نادي ريدينغ الإنجليزي  | 5000000000000000000♠ | صفقة انتقال                                      |
| 21 يوليو 2017  | FM     | 9      | ماتياس بريتوس | أونيفرسيداد ناسيونال   | 5000000000000000000♠ | صفقة انتقال لموسمين مع افضلية التجديد لعام ثالث. |
| 12 سبتمبر 2017 | FM     | 11     | غيلمين ريفاس  | نادي الشارقة الإماراتي | 5000000000000000000♠ | صفقة انتقال لموسمين مع افضلية التجديد لعام       |

#### انتقال من الهلال
| تاريخ الأنتقال | المركز | الرقم. | اللاعب              | انتقال إلى نادي           | تكلفة | ملاحظات                  |
| -------------- | ------ | ------ | ------------------- | ------------------------- | ----- | ------------------------ |
| 09 يونيو 2017  | AM     | 34     | عبدالمجيد السواط    | نادي التعاون السعودي      |       | صفقة انتقال لمدة 3 سنوات |
| 09 يونيو 2017  | CM     | 18     | عبد المجيد الرويلي  | نادي الفيحاء السعودي      |       | صفقة انتقال لمدة 2 سنوات |
| 21 يونيو 2017  | DF     | -      | أحمد شراحيلي        | نادي الفتح السعودي        |       | إعارة لمواسم واحد.       |
| 01 أغسطس 2017  | FM     | 31     | ليو بوناتيني        | نادي وولفرهامبتون واندررز |       | صفقة إعارة لموسم واحد.   |
| 06 أغسطس 2017  | CM     | -      | عبد الكريم القحطاني | نادي الفيحاء السعودي      |       | صفقة انتقال لمدة 3 سنوات |
| 10 أغسطس 2017  | GK     | -      | خالد شراحيلي        |                           |       | مخالصة مالية.            |
| 14 أغسطس 2017  | FM     | -      | ناصر الشمراني       | نادي الشباب السعودي       |       | صفقة انتقال              |
| 12 سبتمبر 2017 | GK     | -      | فهد الثنيان         |                           |       | مخالصة مالية.            |

### اللاعبين الأجانب في الفترة الصيفية
- إقرار الاتحاد السعودي لكرة القدم أحقية الأندية المصنفة في دوري المحترفين السعودي تسجيل ستة لاعبين أجانب، ضمن قائمة الفريق الأساسية في أي خانة بما في ذلك خانة حراسة المرمى بعد السماح به اعتبارا من الموسم الحالي.[46][47]

| المحترف الأول  | المحترف الثاني | المحترف الثالث | المحترف الرابع | المحترف الخامس | المحترف السادس |
| -------------- | -------------- | -------------- | -------------- | -------------- | -------------- |
| كارلوس إدواردو | نيكولاس ميليسي | عمر خربين      | علي الحبسي     | ماتياس بريتوس  | غيلمين ريفاس   |

### فترة الإنتقالات الشتوية
- أعلنت لجنة الاحتراف في الاتحاد السعودي لكرة القدم عن موعد الفترة الشتوية اعتبارا من 4 يناير 2018، والتي تستمر حتى يوم 31 يناير 2018، في 3 يناير 2018 أعلن حساب الاتحاد السعودي لكرة القدم الرسمي شروط تسجيل اللاعبين المواليد المحترفين لأندية الدوري السعودي للمحترفين وأندية دوري الأمير فيصل بن فهد لدوري الدرجة الأولى بتسجيل لاعب واحد محترف من مواليد المملكة العربية السعودية كلاعب سابع ضمن لاعبي الفريق الأول، وذلك ابتداء من فترة التسجيل الثانية للموسم الرياضي الحالي.[48] في 11 يناير 2018 أعلن الاتحاد السعودي زيادة عدد اللاعبين الأجانب لأندية الدوري السعودي للمحترفين إلى سبعة لاعبين وفق ضوابط جديدة.[49] علماً بأن التنظيم لا يشمل اللاعبين المواليد.[50]

#### انتقال إلى الهلال
| تاريخ الانتقال | المركز | الرقم. | اللاعب         | انتقال من نادي                     | تكلفة        | ملاحظات                                |
| -------------- | ------ | ------ | -------------- | ---------------------------------- | ------------ | -------------------------------------- |
| 10 بناير 2018  | LM     | 31     | أحمد الفقي     | أكاديمية "شلهوب يونايتد"، الرياضية | 100.000 ريال | لاعب ذو أصول مصرية من مواليد السعودية. |
| 30 يناير 2018  | RM     | 27     | أشرف بن شرقي   | نادي الوداد الرياضي                |              | صفقة انتقال لمدة 3 أعوام ونصف.         |
| 30 يناير 2018  | RM     | 22     | إيزيكيل سيروتي | نادي إستوديانتيس دي لا بلاتا       |              | صفقة انتقال لمدة 3 أعوام               |

#### انتقال من الهلال
| تاريخ الأنتقال | المركز | الرقم. | اللاعب             | انتقال إلى نادي       | تكلفة                | ملاحظات                      |
| -------------- | ------ | ------ | ------------------ | --------------------- | -------------------- | ---------------------------- |
| 12 يناير 2018  | FM     | 9      | ماتياس بريتوس      | كويريتارو إف سى       | 5000000000000000000♠ | صفقة انتقال لمدة موسمين.     |
| 12 يناير 2018  | LW     | 27     | تياغو الفيس        | جونبك هيونداي موتورز  |                      | صفقة انتقال لمدة موسم ونصف.  |
| 22 يناير 2018  | RM     | 29     | سالم الدوسري       | نادي فياريال الإسباني |                      | صفقة إعارة حتى نهاية الموسم. |
| 30 يناير 2018  | LM     |        | عبد العزيز الدوسري | نادي القادسية         |                      | صفقة إعارة حتى نهاية الموسم. |

### اللاعبين الأجانب في الفترة الشتوية
- اقرار الاتحاد السعودي لكرة القدم احقية الأندية المصنفة في دوري المحترفين السعودي تسجيل ستة لاعبين أجانب، قبل أن يطرى عليه تعديل جديد ليشمل سبع لاعبين أجانب، [50] ولاعب ثامن من مواليد السعودية ضمن قائمة الفريق الأساسية في أي خانة بما في ذلك خانة حراسة المرمى بعد السماح به، بواقع ست لأعبين على أرضية الملعب كحد أقصى  [46]

| المحترف الأول  | المحترف الثاني | المحترف الثالث | المحترف الرابع | المحترف الخامس | المحترف السادس | المحترف السابع | لاعب مواليد |
| -------------- | -------------- | -------------- | -------------- | -------------- | -------------- | -------------- | ----------- |
| كارلوس إدواردو | نيكولاس ميليسي | عمر خربين      | علي الحبسي     | غيلمين ريفاس   | أشرف بنشرقي    | إيزيكيل سيروتي | أحمد الفقي  |

## تشكيلة الفريق
- فريق المصنفة في الدوري المحترفين تشكيل قائمة من 32 لاعب، [59] يحق فيها للنادي تسجيل ستة لاعبين محترفين أجانب من ضمنهم لاعب آسيوي واحد ولا يسمح بإضافة أو استبدال لاعب آخر من قائمة إلا خلال فترة التسجيل الثانية، ويحق لأي لاعب المشاركة في الدرجة الأدنى إذا كان سنه يسمح في ذلك، تشكيلة وأرقام لاعبي الفريق حتى تحديث 7 أغسطس 2017 [60][61]

| الرقم          | الأسم             | الجنسية     | التمركز              | تاريخ الميلاد (العمر)         | الملاحظات            |
| حراس المرمى    | حراس المرمى       | حراس المرمى | حراس المرمى          | حراس المرمى                   | حراس المرمى          |
| -------------- | ----------------- | ----------- | -------------------- | ----------------------------- | -------------------- |
| 26             | علي الحبسي        | سلطنة عمان  | الحارس الأجنبي       | 30 ديسمبر 1981 (العمر 35 سنة) |                      |
| 1              | عبد الله المعيوف  | السعودية    | الحارس الأساسي       | 23 يناير 1987 (العمر 30 سنة)  |                      |
| 30             | محمد الواكد       | السعودية    | حارس المرمى الثالث   | 25 مارس 1992 (العمر 25 سنة)   |                      |
| 28             | مروان الحيدري     | السعودية    | حارس مرمى            | 12 أبريل 1996 (العمر 21 سنة)  | لاعب الفريق الأولمبي |
| المدافعون      |                   |             |                      |                               |                      |
| 33             | أسامة هوساوي      | السعودية    | قلب دفاع             | 31 مارس 1984 (العمر 33 سنة)   |                      |
| 5              | علي البليهي       | السعودية    | قلب دفاع             | 21 نوفمبر 1989 (العمر 27 سنة) |                      |
| 70             | محمد جحفلي        | السعودية    | قلب دفاع             | 24 أكتوبر 1990 (العمر 26 سنة) |                      |
| 17             | عبد الله الحافظ   | السعودية    | قلب دفاع             | 25 ديسمبر 1992 (العمر 24 سنة) |                      |
| 32             | متعب المفرج       | السعودية    | قلب دفاع             | 19 أغسطس 1996 (العمر 20 سنة)  | لاعب الفريق الأولمبي |
| 2              | محمد البريك       | السعودية    | ظهير أيمن            | 15 سبتمبر 1992 (العمر 24 سنة) |                      |
| 4              | عبد الله الزوري   | السعودية    | ظهير أيسر            | 13 أغسطس 1987 (العمر 29 سنة)  |                      |
| 12             | ياسر الشهراني     | السعودية    | ظهير أيمن / أيسر     | 25 مايو 1992 (العمر 25 سنة)   |                      |
| 13             | حسن كادش          | السعودية    | ظهير أيسر            | 06 سبتمبر 1992 (العمر 24 سنة) |                      |
| 25             | فيصل درويش        | السعودية    | ظهير أيمن            | 03 يوليو 1991 (العمر 26 سنة)  |                      |
| لاعبي خط الوسط |                   |             |                      |                               |                      |
| 8              | عبد الله عطيف     | السعودية    | محور / وسط           | 03 أغسطس 1992 (العمر 25 سنة)  |                      |
| 6              | عبد الملك الخيبري | السعودية    | محور دفاعي           | 13 مارس 1986 (العمر 31 سنة)   |                      |
| 16             | نيكولاس ميليسي    | الأوروغواي  | محور دفاعي           | 11 نوفمبر 1992 (العمر 24 سنة) |                      |
| 28             | محمد كنو          | السعودية    | محور دفاعي           | 22 سبتمبر 1994 (العمر 22 سنة) |                      |
| 14             | مهند فلاته        | السعودية    | محور دفاعي           | 2 فبراير 1996 (العمر 21 سنة)  | لاعب الفريق الأولمبي |
| 7              | سلمان الفرج       | السعودية    | وسط                  | 01 أغسطس 1989 (العمر 28 سنة)  |                      |
| 18             | ناصر الدوسري      | السعودية    | وسط                  | 19 ديسمبر 1998 (العمر 18 سنة) | لاعب الفريق الأولمبي |
| 21             | ماجد النجراني     | السعودية    | وسط                  | 25 يناير 1993 (العمر 24 سنة)  |                      |
| 10             | محمد الشلهوب      | السعودية    | وسط هجومي / أيسر     | 08 ديسمبر 1980 (العمر 36 سنة) |                      |
| 29             | سالم الدوسري      | السعودية    | وسط أيمن / جناح أيمن | 19 أغسطس 1991 (العمر 25 سنة)  |                      |
| 24             | نواف العابد       | السعودية    | جناح أيمن / أيسر     | 26 يناير 1990 (العمر 27 سنة)  |                      |
| 31             | أحمد الفقي        | مصر         | جناح أيمن / أيسر     | 31 ديسمبر 1992 (العمر 24 سنة) |                      |
| 27             | أشرف بن شرقي      | المغرب      | جناح أيمن / أيسر     | 24 سبتمبر 1994 (العمر 22 سنة) |                      |
| 22             | إيزيكيل سيروتي    | الأرجنتين   | جناح أيمن            | 17 يناير 1992 (العمر 25 سنة)  |                      |
| 3              | كارلوس إدواردو    | البرازيل    | وسط / مهاجم ثاني     | 17 أكتوبر 1989 (العمر 27 سنة) |                      |
| المهاجمين      |                   |             |                      |                               |                      |
| 15             | مجاهد المنيع      | السعودية    | مهاجم                | 15 يناير 1996 (العمر 21 سنة)  | لاعب الفريق الأولمبي |
| 20             | ياسر القحطاني     | السعودية    | مهاجم                | 11 أكتوبر 1982 (العمر 34 سنة) |                      |
| 44             | مختار فلاته       | السعودية    | مهاجم                | 15 أكتوبر 1987 (العمر 29 سنة) |                      |
| 77             | عمر خربين         | سوريا       | مهاجم                | 15 يناير 1994 (العمر 23 سنة)  |                      |
| 11             | غيلمين ريفاس      | فنزويلا     | مهاجم                | 23 مارس 1989 (العمر 28 سنة)   |                      |

## المباريات الودية
| مباراة ودية 21 يوليو 2017 | الهلال | ضدّ                                 | سبيتال | ليينز، النمسا              |
| 18:30 (ت ع م+03:00)       |        | ألغيت بسبب سوء الأحوال جوية Report |        | الملعب: ملعب دولوميتن لينز |

| مباراة ودية 25 يوليو 2017 | الهلال       | 1 - 1  | بينيفينتو | ريسكون، مقاطعة بولسانو، إيطاليا                                                                                             |
| 17:00(ت ع م+03:00)        | بوناتيني 90' | Report | 54' كودا  | الملعب: ريبرتينجر سبورتانلاج الحكم: تشيفي دي بادوفا الحكام المساعدين: كالياري دي ليغناغو Assistant referees: فيلا دي ريميني |

| مباراة ودية 30 يوليو 2017 | الهلال     | 1 - 2  | ألانيا سبور            | ليينز، النمسا              |
| 18:30 (ت ع م+03:00)       | ميليسي 25' | Report | 46' أكبابا · 71' مبيلا | الملعب: ملعب دولوميتن لينز |

| مباراة ودية 04 أغسطس 2017 | الهلال                                                           | 5 - 1  | المجزل                     | الرياض، السعودية            |
| 18:30 (ت ع م+03:00)       | الشلهوب 17' · بريتوس 23' · القحطاني 29' (ركلة.) · خربين 54'، 90' | Report | 45+4' رغفاوي · 73' المريشد | الملعب: ملعب النادي الرئيسي |

| مباراة ودية 04 سبتمبر 2017 | الهلال                  | 2 - 0  | الاتفاق | الرياض، السعودية            |
| 19:20 (ت ع م+03:00)        | مختار 27' · إدواردو 68' | Report |         | الملعب: ملعب النادي الرئيسي |

| مباراة ودية 26 مارس 2018 | الهلال                                                                                            | 9 - 1  | الشباب     | الرياض                                         |
| 19:00 (ت ع م+03:00)      | بنشرقي 11'، 58' · غيلمين ريفاس 13'، 23'، 28' · البريك 16' · سيروتي 31' · القحطاني 51' · خربين 55' | Report | 71' بن يطو | الملعب: ملعب النادي الرئيسي الحكم: خالد الطريس |

## مسابقات
| منافسة                     | بداية الجولة         | نهائي المركز / الجولة | المباراة الأولى | المباراة الاخيرة |
| -------------------------- | -------------------- | --------------------- | --------------- | ---------------- |
| بطولة الأندية العربية 2017 | دور المجموعات        | خروج من دور المجموعات | 24 يوليو 2017   | 30 يوليو 2017    |
| دوري المحترفين السعودي     | الجولة الأولى        | بطل الدوري            | 10 أغسطس 2017   | 12 أبريل 2018    |
| دوري أبطال آسيا 2017       | ربع النهائي          | الوصيف                | 21 أغسطس 2017   | 25 نوفمبر 2017   |
| كأس السوبر السعودي         | نهائي                | ألغيت البطولة         | 16 يناير 2018   | 16 يناير 2018    |
| كأس ولي العهد السعودي      | دور ستة عشر          | ألغيت البطولة         | 30 أكتوبر 2017  | -                |
| كأس خادم الحرمين الشريفين  | دور الثاني والثلاثين | خروج من دور ستة عشر   | 04 يناير 2018   | 20 يناير 2018    |
| دوري أبطال آسيا 2018       | دور المجموعات        | خروج من دور المجموعات | 13 فبراير 2018  | 16 أبريل 2018    |

آخر تحديث: 12 أبريل 2018.

### بطولة الأندية العربية 2017
اقر الاتحاد العربي لكرة القدم موعد إقامة بطولة الأندية خلال الفترة من 22 يوليو وحتى 5 أغسطس 2017 في مصر في مدينتي القاهرة والإسكندرية بمشاركة اثنا عشر فريق مقسمه إلى ثلاث مجموعات حيث جرت قرعة البطولة يوم 5 مايو 2017 في القاهرة.
الجدير بالذكر أن رامون دياز طلب من إدارة النادي بعدم مشاركة الفريق الأول بالبطولة العربية التي ستبدأ في 22 يوليو في مصر، وهي الفترة التي سيكون فيها بمعسكره الذي سينطلق يوم 11 يوليو.
حسمت إدارة الهلال قرارها حول المشاركة في البطولة العربية وأعلنت مساء 27 يونيو 2017 مشاركة الفريق الأولمبي في البطولة بقيادة مدرب الفريق الأولمبي الأرجنتيني خوان براون مدعماً بعدد من لاعبي الفريق الأول.
استهل فريق الهلال الأولمبي مشواره في البطولة العربية للأندية لكرة القدم بالتعادل الإيجابي مع فريق المريخ السوداني الأول بهدف مقابل هدف على ملعب برج العرب،  ضمن الجولة الثانية سقط فريق الهلال السعودي في فخ التعادل أمام نفط الوسط بهدفين لكل منهما بعد تقدم الفريق في النتيجة،  واختتم فريق الهلال الأولمبي لكرة القدم البطولة العربية للأندية بخسر من الترجي التونسي بثلاث أهداف مقابل هدفين، وعلى الرغم من مشاركة الهلال بالفريق الأولمبي إلا أنه ظهر بمستوى جيد وأحرج الفرق التي واجهها ونجح في تحقيق نقطتين وإحراز 5 أهداف.

### تشكيلة الفريق الأولمبي
تشكيلة لاعبي الفريق الأولمبي الذين مثلوا نادي الهلال خلال بطولة الأندية العربية 2017 بمشاركة لاعبين من الفريق الأول في خط الوسط اللاعب عبدالكريم القحطاني وماجد النجراني دعماً للفريق في البطولة العربية بعد اختيارهم ضمن قائمة اللاعبين المشاركين في المعسكر الاعدادي الخارجي بالنمسا.
ملاحظة: تشير الأعلام إلى المنتخب الوطني على النحو المحدد في قواعد الأهلية للفيفا. قد يحمل اللاعبون أكثر من جنسية واحدة غير تابعة للفيفا.
| الرقم | البلد    | المركز | اللاعب             |
| ----- | -------- | ------ | ------------------ |
| 21    | السعودية | حارس   | مروان الحيدري      |
| 57    | السعودية | مدافع  | عبد الله المهيني   |
| 32    | السعودية | مدافع  | متعب المفرج        |
| 34    | السعودية | مدافع  | عادل المولد        |
| 57    | السعودية | مدافع  | أنس زباني          |
| 38    | السعودية | وسط    | نايف كريري         |
| 14    | السعودية | وسط    | مهند فلاته         |
| 18    | السعودية | وسط    | ناصر الدوسري       |
| 21    | السعودية | وسط    | ماجد النجراني      |
| 27    | السعودية | وسط    | عبدالكريم القحطاني |
| 19    | السعودية | مهاجم  | عبدالرحمن اليامي   |

| الرقم | البلد    | المركز | اللاعب            |
| ----- | -------- | ------ | ----------------- |
| 60    | السعودية | حارس   | أحمد الشهري       |
| 52    | السعودية | مدافع  | وليد الأحمد       |
| 53    | السعودية | مدافع  | فيصل القميزي      |
| 58    | السعودية | وسط    | رفيدي الأسمري     |
| 46    | السعودية | وسط    | ناصر الدعيدع      |
| 55    | السعودية | وسط    | مشاري القحطاني    |
| 37    | السعودية | وسط    | محمد القنيعان     |
| 36    | السعودية | وسط    | عبد الإله البريه  |
| 49    | السعودية | وسط    | نهار العابد       |
| 64    | السعودية | مهاجم  | ثامر العلي        |
| 36    | السعودية | مهاجم  | خالد آل جبيع      |
| 59    | السعودية | مهاجم  | فهد الرشيدي       |
| 42    | السعودية | مهاجم  | مالك العبد المنعم |

| م | الفريق    | لعب | ف | ت | خ | أ.له | أ.ع | أ.ف | نقاط | التأهل                |
| - | --------- | --- | - | - | - | ---- | --- | --- | ---- | --------------------- |
| 1 | الترجي    | 3   | 3 | 0 | 0 | 6    | 2   | +4  | 9    | يتقدم إلى نصف النهائي |
| 2 | المريخ    | 3   | 1 | 1 | 1 | 3    | 4   | −1  | 4    | تقدم محتمل لأفضل وصيف |
| 3 | الهلال    | 3   | 0 | 2 | 1 | 5    | 6   | −1  | 2    |                       |
| 4 | نفط الوسط | 3   | 0 | 1 | 2 | 3    | 5   | −2  | 1    |                       |

| 1 24 يوليو 2017     | المريخ                                          | 1 - 1  | الهلال                               | الإسكندرية                                                                                                |
| 22:00 (ت ع م+03:00) | كواسي 25' · بكري 25' 71' · كمال 69' · إدريس 89' | Report | 26' الدوسري · 44' زباني · 56' المولد | الملعب: ستاد الإسكندرية الحكم: مهدي عبيد الحكام المساعدين: عبدالحق التشيالي Assistant referees: أيمن دجيش |

| 2 27 يوليو 2017     | الهلال                                                                   | 2 - 2  | نفط الوسط                        | الإسكندرية                                                                                         |
| 18:00 (ت ع م+03:00) | الدوسري 41' · القحطاني 52' · زباني 57' 89' · الرشيدي 1+90' · العلي 3+90' | Report | 45+2' زياد · 49' سدير · 80' أياد | الملعب: ستاد الإسكندرية الحكم: رضوان جيد الحكام المساعدين: زكريا قناة Assistant referees: علي أحمد |

| 3 30 يوليو 2017     | الترجي                                                                      | 3 - 2  | الهلال                                                  | الإسكندرية                                                                                                |
| 18:00 (ت ع م+03:00) | الماطري 45+1' · الجلاصي 4+45' · الجويني 49' 58' 90' {{{3}}}' · الشعلاني 74' | Report | 9' الدوسري · 49' 5+45' اليامي · 60' الرشيدي · 69' كريري | الملعب: ستاد الإسكندرية الحكم: أدهم مخادمة الحكام المساعدين: أمين الحلبي Assistant referees: أحمد الراشدي |

### دوري المحترفين

#### جدول الدوري
| م | الفريق                                                          | لعب | ف  | ت | خ  | أ.له | أ.ع | أ.ف | نقاط | التأهل أو الهبوط                                                           |
| - | --------------------------------------------------------------- | --- | -- | - | -- | ---- | --- | --- | ---- | -------------------------------------------------------------------------- |
| 1 | الهلال (C)                                                      | 26  | 16 | 8 | 2  | 47   | 23  | +24 | 56   | التاهل لدور المجموعات في دوري أبطال آسيا 2019                              |
| 2 | الأهلي                                                          | 26  | 16 | 7 | 3  | 59   | 26  | +33 | 55   | التاهل لدور المجموعات في دوري أبطال آسيا 2019                              |
| 3 | النصر                                                           | 26  | 12 | 8 | 6  | 47   | 34  | +13 | 44   | التاهل لدور المجموعات في دوري أبطال آسيا 2019                              |
| 4 | ملف:Flag green HEX-007500 green Hourse and red ball.png الاتفاق | 26  | 10 | 6 | 10 | 37   | 46  | −9  | 36   | التأهل لمبارة الملحق الآسيوي المؤهلة لدور المجموعات لبطولة دوري أبطال آسيا |
| 5 | الفتح                                                           | 26  | 9  | 9 | 8  | 34   | 39  | −5  | 36   |                                                                            |

في حال تعادل فريقين أو أكثر بالنقاط في جميع البطولات المحلية يتم تحديد المركز النهائية في نهاية البطولة وفقاً للترتيب التنازلي:

1.أعلى عدد من النقاط في مبارة أو مباريات الفريقين أو الفرق المتعادلة فيما بينها;
 2. أعلى فارق أهداف (ما له من أهداف ناقص ما عليه) في مبارة أو مباريات الفريقين أو الفرق
المتعادلة فيما بينها (دون احتساب أفضلية التسجيل خارج الأرض);

3. الفريق الأكثر تسجيلاً للأهداف في مباراة أو مباريات الفريقين أو الفرق المتعادلة فيما بينها (دون احتساب أفضلية التسجيل خارج الأرض);
 4.في حال استمرر التعادل بين فريقين أو أكثر من الفرق المتعادلة بعد تطبيق الفقرات من 1 إلى 3 يتم إعادة تطبيدق الفقرات من 1 إلى 3من هذه المادة مرة أخرى فقط على مباريات الفريقين أو الفرق المتساوية.

5.أعلى فارق أهداف في كامل البطولة (ما له من أهداف ناقص ما عليه);
 6.الفريق الأكثر تسجيلاً للأهداف في كامل البطولة;
 7.إذا كانت الفرق المتعادلة فريقان وكانا سوياً على أرض الملعب في المباراة الأخيرة يتم لعب
شوطين إضافيين كمبارة جديدة (دون احتساب أفضلية التسجيل خارج الأرض) وفي حال التعادل
في الأشواط الإضافية يتم لعب ضربات ترجيح.
 8.الأقل حصولاً على مجموع النقاط جراء حصول لاعبيه على البطاقات الصفراء والحمراء في مباريات البطولة. (بحيث يتم احتساب البطاقة الحمراء بثلاث نقاط والصفراء بنقطة واحدة).

9. في حال استمرار التعادل في الفقرات أعلاه من 1 إلى فقرة 8 وكانت الفرق المتعادلة (أكثر من فريقين) أو (فريقان لا يلعبان سوياً على أرض الملعب) يتم إجد ا رء مبارة أو
مباريات فاصلة بطريقة خروج المغلوب من مرةٍ واحدة بين الفرق المتعادلة فيما بينها وتقوم الجهة المنظمة بتحديد آلية وأماكن إقامة المباراة أو المباريات.
- أقرر الاتحاد السعودي لكرة القدم،إلغاء مباراة الملحق بين صاحب المركز الثاني عشر بدوري المحترفين وصاحب المركز الثالث في دوري الدرجة الأولى، اعتبارا من الموسم الحالي.[78]

- قرر اتحاد السعودي لكرة القدم في اجتماعه الاستثنائي الذي عقده مساء 22 فبراير 2018 - اعتماد 16 ناديًا بدوري المحترفين للموسم القادم على أن يكون صعود الأول والثاني من دوري الدرجة الأولى والملحق سيكون بين صاحب المركز الثالث والرابع والمركز 13 و 14 من دوري المحترفين.[79]
(C) البطل.
ملاحظات:

1. 1 2  يتفوق الاتفاق على الفتح في النقاط المباشرة: الاتفاق 2-1 الفتح ، الفتح 1 -1 الاتفاق.

#### ملخص نتائج الموسم
| شامل | شامل | شامل | شامل | شامل | شامل | شامل | شامل | على أرضه | على أرضه | على أرضه | على أرضه | على أرضه | على أرضه | خارج أرضه | خارج أرضه | خارج أرضه | خارج أرضه | خارج أرضه | خارج أرضه |
| لعب  | ف    | ت    | خ    | أ.ل  | أ.ع  | ف.أ  | ن    | ف        | ت        | خ        | أ.ل      | أ.ع      | ف.أ      | ف         | ت         | خ         | أ.ل       | أ.ع       | ف.أ       |
| ---- | ---- | ---- | ---- | ---- | ---- | ---- | ---- | -------- | -------- | -------- | -------- | -------- | -------- | --------- | --------- | --------- | --------- | --------- | --------- |
| 26   | 16   | 8    | 2    | 47   | 23   | +24  | 56   | 9        | 4        | 0        | 22       | 10       | +12      | 7         | 4         | 2         | 25        | 13        | +12       |

آخر تحديث: 12 أبريل 2018.

مصدر: رابطة دوري المحترفين السعودي

#### النتائج حسب الجولة
| الجولة  | 1 | 2 | 3 | 4 | 5 | 6 | 7 | 8 | 9 | 10 | 11 | 12 | 13 | 14 | 15 | 16 | 17 | 18 | 19 | 20 | 21 | 22 | 23 | 24 | 25 | 26 |
| ------- | - | - | - | - | - | - | - | - | - | -- | -- | -- | -- | -- | -- | -- | -- | -- | -- | -- | -- | -- | -- | -- | -- | -- |
| الملعب  | H | A | H | A | H | A | H | H | H | A  | H  | H  | A  | A  | H  | A  | H  | A  | H  | A  | A  | A  | H  | A  | A  |    |
| النتيجة | W | W | W | D | W | W | W | W | D | D  | D  | W  | D  | L  | W  | W  | D  | W  | W  | W  | D  | W  | W  | L  | D  | W  |
| المركز  | 4 | 2 | 2 | 1 | 1 | 1 | 1 | 1 | 1 | 1  | 1  | 1  | 1  | 1  | 1  | 1  | 1  | 1  | 1  | 1  | 1  | 1  | 1  | 1  | 1  | 1  |

آخر تحديث: 12 أبريل 2018.
المصدر: رابطة دوري المحترفين السعودي.
الملعب: A = خارج الأرض ; H = على أرضه. النتيجة: D = تعادل; L = خسر ; W = فوز.

- مباراة حسم الدوري على أرضه في الجولة السادس والعشرين ويتوج باللقب 15 في تاريخه

#### مباريات الدوري
فوز
  تعادل
  خسارة
  مؤجلة
| 01 10 أغسطس 2017    | الهلال                                                 | 2 - 1  | الفيحاء | الرياض                                                        |
| 20:55 (ت ع م+03:00) | عطيف 26' · الحافظ 37' · خربين 78' (ركلة.) · البريك 86' | Report | '87 31' (ركلة.) 10' فرنانديز · 21' معاذ · 48' إيزاغويره · 51' تزيوليس · 60' البركة · بعد المباراة' القحطاني | الملعب: ملعب الملك فهد الدولي الحضور: 9765 الحكم: تركي الخضير |

| 2 15 أغسطس 2017     | التعاون                                                       | 3 - 4  | الهلال | بريدة                                                                      |
| 20:50 (ت ع م+03:00) | كمارا 26' · مصطفى 35' · الشمري 1+45' · نايف 83' · أميسي 3+90' | Report | 14' خربين · 19' العابد · 21' البريك · 26' ميليسي · 56'، 38' إدواردو · 76' الحافظ · 82' هوساوي · 90' جحفلي · 4+90' الدوسري | الملعب: ملعب مدينة الملك عبد الله الرياضية الحضور: 8084 الحكم: محمد الهويش |

| 3 16 سبتمبر 2017    | الهلال                              | 1 - 0  | أحد                  | الرياض                                                         |
| 20:25 (ت ع م+03:00) | درويش 61' · كادش 62' · النجراني 75' | Report | 14' اليحيى 60' عاشور | الملعب: ملعب الملك فهد الدولي الحضور: 4479 الحكم: سلطان الحربي |

| 4 21 سبتمبر 2017    | الاتحاد                                          | 1 - 1  | الهلال                    | جدة                                                                     |
| 20:20 (ت ع م+03:00) | المولد 12' · كهربا 35' · الأنصاري 56' · حمزة 78' | Report | 45+3' إدواردو · 90' الفرج | الملعب: ملعب الملك عبد الله الدولي الحضور: 35.389 الحكم: مارك كلاتنبورغ |

| 5 30 سبتمبر 2017    | الهلال                                                         | 2 - 1  | القادسية               | الرياض                                                           |
| 20:15 (ت ع م+03:00) | إدواردو 12' · ميليسي 37' · درويش 52' · الدوسري 54' · ريفاس 59' | Report | 10' مثناني · 51' إلتون | الملعب: ملعب الأمير فيصل بن فهد الحضور: 3319 الحكم: شكري الحنفوش |

| 6 05 ديسمبر 2017    | الرائد     | 0 - 3  | الهلال                                   | بريدة                                                                         |
| 20:00 (ت ع م+03:00) | العمري 85' | Report | 7' جحفلي · 43' ريفاس · 57' (ركلة.) الفرج | الملعب: ملعب مدينة الملك عبد الله الرياضية الحضور: 8140 الحكم: مارك كلاتنبورغ |

| 7 21 أكتوبر 2017    | الهلال                               | 2 - 1  | الباطن                                                              | الرياض                                                           |
| 19:55 (ت ع م+03:00) | بريتوس 62' · خربين '86 · ريفاس 90+5' | Report | 7+90' 70' إديسون تاراباي · 82' لويز باولو · 85' مسرحي · 6+90' فالدو | الملعب: ملعب الملك فهد الدولي الحضور: 15.675 الحكم: سلطان الحربي |

| 8 26 أكتوبر 2017    | النصر                                                      | 1 - 2  | الهلال                                          | الرياض                                                              |
| 19:50 (ت ع م+03:00) | السهلاوي 2' (ركلة.) · غالي 50' · الغامدي 71' · الجميعة 82' | Report | 1' هوساوي · 45+3' الدوسري · 78' (ركلة.) إدواردو | الملعب: ملعب الأمير فيصل بن فهد الحضور: 17.879 الحكم: دامير سكومينا |

| 9 01 نوفمبر 2017    | الهلال                                    | 1 - 1  | الشباب                      | الرياض                                                          |
| 19:45 (ت ع م+03:00) | إدواردو 47' 76' · الحافظ 46' · العابد 62' | Report | 82' 68' كعبي · 90' بن مصطفى | الملعب: ملعب الأمير فيصل بن فهد الحضور: 8352 الحكم: إيفان بيبيك |

| 10 01 يناير 2018    | الفيصلي                   | 1 - 1  | الهلال                                                   | المجمعة                                                                    |
| 19:40 (ت ع م+03:00) | كوتينيو 32' · الربيعي 62' | Report | 38' الحافظ · 53' ميليسي · 58' البريك · 73' (ركلة.) خربين | الملعب: ملعب مدينة الملك سلمان الرياضية الحضور: 1796 الحكم: خافيير استرادا |

| 11 08 يناير 2018    | الهلال                   | 1 - 1  | الاتفاق                                             | الرياض                                                              |
| 19:40 (ت ع م+03:00) | الفرج 34' · الحافظ 5+45' | Report | 26' الزبيدي · 49' الحبيب · 62' السلولي · 86' الكسار | الملعب: ملعب الأمير فيصل بن فهد الحضور: 4163 الحكم: أرماندو فياريال |

| 12 01 ديسمبر 2017   | الهلال                        | 2 - 0  | الاهلي    | الرياض                                                               |
| 20:55 (ت ع م+03:00) | ميليسي 43' · الدوسري 68'، 76' | Report | 83' فيتفا | الملعب: ملعب الأمير فيصل بن فهد الحضور: 14.671 الحكم: ميلوراد ماجيتش |

| 13 10 ديسمبر 2017   | الفتح                                         | 0 - 0  | الهلال                           | الأحساء                                                                  |
| 19:40 (ت ع م+03:00) | بيدرو 50' الجهيم 79' العمار 2+90' هزازي 6+90' | Report | 71' الدوسري 80' المنيع 89' الفرج | الملعب: ملعب الأمير عبد الله بن جلوي الحضور: 7924 الحكم: أوفيديو هاتيغان |

| 14 17 ديسمبر 2017   | الفيحاء                                     | 2 - 1  | الهلال                   | المجمعة                                                                         |
| 19:40 (ت ع م+03:00) | فرنانديز 51' · أسبريلا 82' 2+90' · رويز 84' | Report | 63' الشهراني · 71' درويش | الملعب: مدينة الملك سلمان بن عبد العزيز الرياضية الحضور: 1446 الحكم: جونيت شاكر |

| 15 24 ديسمبر 2017   | الهلال                             | 1 - 0  | التعاون               | الرياض                                                           |
| 19:45 (ت ع م+03:00) | خربين · 71' الدوسري · الشهراني 55' | Report | 49' العليان 82' هزازي | الملعب: ملعب الأمير فيصل بن فهد الحضور: 3475 الحكم: فهد المرداسي |

| 16 28 ديسمبر 2017   | أحد                  | 1 - 4  | الهلال                                                                      | المدينة المنورة                                                                    |
| 15:45 (ت ع م+03:00) | محسن 88' · فتيني 84' | Report | 11' (ركلة.) خربين · 51' الدوسري · 57' الشهراني · 61' جحفلي · 85'، 86' ريفاس | الملعب: مدينة الأمير محمد بن عبد العزيز الرياضية الحضور: 16.430 الحكم: تركي الخضير |

| 17 13 يناير 2018    | الهلال                                                      | 1 - 1  | الاتحاد                    | الرياض                                                             |
| 20:00 (ت ع م+03:00) | خربين 3' · مختار 57' · ميليسي 64' · عطيف 72' · الشهراني 89' | Report | 89' المزيعل · 63' الأنصاري | الملعب: ملعب الملك فهد الدولي الحضور: 26.602 الحكم: ميلوراد ماجيتش |

| 18 16 مارس 2018     | القادسية                                 | 0 - 1  | الهلال                                      | الخبر                                                                       |
| 20:05 (ت ع م+03:00) | بلال 26' فاتاو 85' فلاته 86' مسرحي 1+90' | Report | 36' الشلهوب · 80' الخيبري · 2+90' 89' خربين | الملعب: مدينة الأمير سعود بن جلوي الرياضية الحضور: 8443 الحكم: سيمون إيفانز |

| 19 30 يناير 2018    | الهلال                                           | 2 - 1  | الرائد                                 | الرياض                                                             |
| 20:10 (ت ع م+03:00) | الرشيدي 31' · جحفلي 40' · المنيع 52' · ريفاس 79' | Report | 13' السوادي · 42' الشامخ · 58' شراحيلي | الملعب: ملعب الأمير فيصل بن فهد الحضور: 3365 الحكم: مارك كلاتنبورغ |

| 20 04 فبراير 2018   | الباطن                   | 1 - 5  | الهلال                                                             | حفر الباطن                                                          |
| 18:15 (ت ع م+03:00) | كنبه 21' · سيلفا 42' 53' | Report | 85' 71' (ركلة.) الفرج · 73' جحفلي · 90' سيروتي · 90+1' مختار فلاته | الملعب: ملعب نادي الباطن الحضور: 6000 الحكم: كارلوس ديل سيرو غراندي |

| 21 08 فبراير 2018   | الهلال                                                  | 2 - 2  | النصر                                                                                          | الرياض                                                             |
| 20:20 (ت ع م+03:00) | الفرج 15' · ميليسي 15' 43' · الشهراني 62' · بن شرقي 88' | Report | 8' كابانانغا · 79' 24' فوزير · 33' ساسي · 45' سهيل · 50' العبيد · 56' الجبرين · 90+1' ليوناردو | الملعب: ملعب الأمير فيصل بن فهد الحضور: 18.968 الحكم: فيكتور كاساي |

| 22 16 فبراير 2018   | الشباب                             | 1 - 2  | الهلال                                 | الرياض                                                               |
| 20:30 (ت ع م+03:00) | الأمير 7' · الفهد 58' · العمار 72' | Report | 5' بن شرقي · 47' آل بليهي · 85' ميليسي | الملعب: ملعب الأمير فيصل بن فهد الحضور: 9511 الحكم: كريستيان دينجيرت |

| 23 02 مارس 2018     | الهلال                                               | 1 - 0  | الفيصلي                            | الرياض                                                             |
| 20:30 (ت ع م+03:00) | ريفاس 29' 81' · جحفلي 38' · بن شرقي 66' · ميليسي 88' | Report | 45+1' روجيريو 61' جمعة 68' الربيعي | الملعب: ملعب جامعة الملك سعود الحضور: 22.483 الحكم: دانيلو غروجيتش |

| 24 09 مارس 2018     | الاتفاق                                                                 | 2 - 1  | الهلال                                             | الدمام                                                          |
| 20:30 (ت ع م+03:00) | السيد 39' · الكويكبي 57' · آل خيري 39' · كيش 86' (ركلة.) · مبولحي 4+90' | Report | 54' عطيف · 73' الفرج · 4+90' الشلهوب · 4+90' الفقي | الملعب: ملعب الأمير محمد بن فهد الحضور: 14.618 الحكم: ماتيج جوغ |

| 25 07 أبريل 2018    | الاهلي     | 0 - 0  | الهلال | جدة                                                                        |
| 20:40 (ت ع م+03:00) | هوساوي 42' | Report |        | الملعب: ملعب الملك عبد الله الدولي الحضور: 43.794 الحكم: سفاين أودفار موين |

| 26 12 أبريل 2018    | الهلال                           | 4 - 1  | الفتح                                              | الرياض                                                             |
| 20:40 (ت ع م+03:00) | خربين 8'، 14'، 37' · بن شرقي 40' | Report | 7' الدوسري · 27' الوسلاتي · 60' ساندرو · 87' بيدرو | الملعب: ملعب جامعة الملك سعود الحضور: 23.206 الحكم: بافل كرالوفيتس |

#### البطل
| بطل الدوري السعودي للمحترفين            |
| --------------------------------------- |
|                                         |
| نادي الهلال (السعودية) اللقب الخامس عشر |

### دوري أبطال آسيا 2017
سحبت قرعة الدور ربع النهائي يوم 6 يونيو 2017. تم تقسيم الفرق المؤهلة في وحدتين أحدهما تضم أربعة فرق من غرب القارة، وتمثل الأخرى فرق من الشرق القارة الأسيوية، أسبقية السحب تحدد ترتيب مباريات الذهاب والأياب، بدون مبدأ حماية فرق البلد الواحد من المواجهة.

#### دور ربع النهائي
| ذهاب 21 أغسطس 2017  | العين                              | 0 - 0  | الهلال                        | العين، الإمارات                                            |
| 19:15 (ت ع م+03:00) | خالد 15' · مهند 3+45' 67' {{{3}}}' | Report | 47' عطيف 59' الحافظ 60' الفرج | الملعب: ملعب طحنون بن محمد الحضور: 21.223 الحكم: بيتر غرين |

| إياب 11 سبتمبر 2017 | الهلال                               | 3 - 0  | العين                                    | الرياض، السعودية                                                      |
| 20:50 (ت ع م+03:00) | ميليسي 33' · إدواردو 42'، 2+45'، 75' | Report | 37' دوغلاس 41' أحمد 81' إسماعيل 88' محمد | الملعب: ملعب الأمير فيصل بن فهد الحضور: 42.146 الحكم: رافشان إيرماتوف |

#### دور نصف النهائي
| ذهاب 26 سبتمبر 2017 | الهلال                                                        | 4 - 0  | برسبوليس   | أبوظبي، الإمارات                                              |
| 20:50 (ت ع م+03:00) | خربين 31'، 54'، 89' · الشهراني 40' · عطيف 48' 49' · الفرج 84' | Report | 73' ماهیني | الملعب: ملعب محمد بن زايد الحضور: 11.321 الحكم: كيم جونغ-هيوك |

| إياب 17 أكتوبر 2017 | برسبوليس                   | 2 - 2  | الهلال         | مسقط, عمان                                                         |
| 20:50 (ت ع م+03:00) | منشا 16'، 61' · أنصاري 26' | Report | خربين 30'، 76' | الملعب: مجمع السلطان قابوس الرياضي الحضور: 3.250 الحكم: أحمد الكاف |

#### النهائي
| ذهاب 18 نوفمبر 2017 | الهلال | 1 - 1  | أوراوا رد             | الرياض، السعودية                                                |
| 19:15 (ت ع م+03:00) | ميليسي 4' · إدواردو 19' · خربين 37' 39' · جحفلي 2+45' · العابد 66' · كنو 79' · البريك 1+90' · الشهراني 3+90' | Report | 7' سيلفا · 12' أوغاجي | الملعب: ملعب الملك فهد الدولي الحضور: 59.136 الحكم: أدهم مخادمة |

| إياب 25 نوفمبر 2017 | أوراوا رد                                         | 1 - 0  | الهلال                                                             | سايتاما، اليابان                                                |
| 13:15 (ت ع م+03:00) | أوغاجي 13' · مايكنو 27' · ناكساوا 71' · سيلفا 88' | Report | 13' خربين · 19' عطيف · 78' 72' الدوسري · 77' العابد · 80' القحطاني | الملعب: ملعب سايتاما 2002 الحضور: 57.727 الحكم: رافشان إيرماتوف |

### كأس ولي العهد
- تبدأ بطولة كأس ولي العهد لهذا الموسم من دور الستة عشر بعد أعلن اتحاد الكرة في شهر مايو 2017 إلغاء دور 32 من كأس ولي العهد واقتصارها على أندية دوري جميل فقط، [84][85][86]، جميع المباريات وفقا لتوقيت محلية، (ت ع م+03:00).

أعلن تركي آل الشيخ، رئيس مجلس إدارة هيئة الرياضة في 19 سبتمبر 2017 إلغاء بطولة كأس ولي العهد. ابتداءً من الموسم الحالي، وإطلاق اسم كأس ولي العهد على المباراة التي تجمع بطل الدوري وكأس الملك «كأس السوبر» خلال المؤتمر عقده رئيس مجلس إدارة الهيئة العامة للرياضة في قاعة المؤتمرات بمدينة الملك عبد الله الرياضية بمحافظة جدة من ضمن حزمة قرارات الصادرة من هيئة الرياضة.
| 1 30 أكتوبر 2017    | القادسية | لم تقام المباراة بسبب إلغاء البطولة | الهلال | الخبر |
| 19:30 (ت ع م+03:00) |          | [Report]                            |        |       |

### كأس السوبر السعودي
أعلن الاتحاد السعودي لكرة القدم في 24 أغسطس 2017 عن تحديد موعد كأس السوبر السعودي في نسخته الخامسة والذي يقام بين فريقي الهلال والاتحاد بمدينة أبوظبي بدولة الإمارات العربية المتحدة برعاية مجلس أبو ظبي الرياضي.
وحدد الاتحاد السعودي لكرة القدم يوم 16 يناير 2018 موعد إقامة المباراة بين الفريقين.
يذكر أن فريق الهلال جاء طرفًا في البطولة بعد فوزه في الموسم الماضي بلقبي كأس خادم الحرمين الشريفين، ودوري جميل للمحترفين، في حين جاء فريق الاتحاد طرفًا آخرًا بعد تحقيقه لقب كأس سمو ولي العهد في الموسم الماضي.
في وقت لاحقاً أعلن رئيس الهيئة العامة للرياضة تركي آل الشيخ في 19 سيتمبر 2017، إلغاء بطولة كأس ولي العهد لكرة القدم اعتباراً من الموسم الحالي، وإطلاق المسمى سموه على بطولة «كأس السوبر» التي تجمع بين بطلي الدوري والكأس. تم تأكيد اقرار أقامة بطولة كأس سمو ولي العهد (السوبر سابقًا) بين طرفيها في اجتماع مجلس إدارة الاتحاد السعودي التاسع في 28 أغسطس 2017، في 14 أكتوبر 2017 قرر الاتحاد السعودي لكرة القدم، إلغاء مباراة بطولة كأس ولي العهد هذا الموسم بين فريقي الاتحاد والهلال، على أن تقام البطولة بدايةً من الموسم المقبل، ويكون طرفاها الفريقين المتأهلين لها خلال هذا الموسم.
| نهائي 16 يناير 2018 | الهلال | لم تقام المباراة بسبب إلغاء البطولة | الاتحاد | أبوظبي، الإمارات          |
| 18:30 (ت ع م+03:00) |        | [Report]                            |         | الملعب: ملعب محمد بن زايد |

### كأس الملك
- حدد الاتحاد السعودي لكرة القدم يوم 18 ديسمبر 2017 موعد إجراء قرعة كأس خادم الحرمين الشريفين، لتقام بالنظام المعمول به بمشاركة 32 فريقأ، بتمثيل 14 فريق من أندية الدوري السعودي للمحترفين، وتمثيل 16 فريق من أندية دوري الأمير فيصل بن فهد لأندية الدرجة الأولى للمحترفين بالأضافة إلى فريقين المتأهلين من تصفيات أندية الدرجة الثانية والثالثة بنظام التصفيات.[92] في 15 من شهر ديسمبر 2017 أعلن الاتحاد السعودي لكرة القدم، تأجيل قرعة كأس خادم الحرمين الشريفين، عن الوقت الذي كانت مقرراً سابقاً في 18 ديسمبر إلى 25 ديسمبر 2017.[93][94]

| 1 04 يناير 2018 | الهلال                                  | 2 - 1  | هجر         | الرياض                                               |
| 19:20           | ريفاس 11' · آل بليهي 19' · القحطاني 31' | Report | 31' الجمعان | الملعب: ملعب الأمير فيصل بن فهد الحكم: محمد السماعيل |

| دور 16 20 يناير 2018 | القادسية                                          | 1 - 0  | الهلال                        | الخبر                                                                         |
| 17:50 (ت ع م+03:00)  | غاي 36' · فلاته 41' · بسمارك 55' · برناوي 77' 88' | Report | 41' فلاته 67' عطيف 89' ميليسي | الملعب: مدينة الأمير سعود بن جلوي الرياضية الحضور: 3749 الحكم: بافل كرالوفيتش |

### دوري أبطال آسيا 2018
سحبت قرعة دوري أبطال آسيا 2018 يوم 6 ديسمبر 2018 . في العاصمة الماليزية كوالالمبور، مشاركة 24 فريقاً في دور المجموعات، على أن تنطلق مباريات دور المجموعات في 12 فبراير 2018.
قائمة اللاعبين التي تم اختيارهم لتمثيل نادي الهلال في بطولة الآسيوية 2018.
| م | الفريق        | لعب | ف | ت | خ | أ.له | أ.ع | أ.ف | نقاط | التأهل    |     | استقلال | العين | الريان | الهلال |
| - | ------------- | --- | - | - | - | ---- | --- | --- | ---- | --------- | --- | ------- | ----- | ------ | ------ |
| 1 | استقلال طهران | 6   | 3 | 3 | 0 | 9    | 5   | +4  | 12   | دور الـ16 |     | —       | 1–1   | 2–0    | 1–0    |
| 2 | العين         | 6   | 2 | 4 | 0 | 10   | 6   | +4  | 10   | دور الـ16 |     | 2–2     | —     | 1–1    | 2–1    |
| 3 | الريان        | 6   | 1 | 3 | 2 | 7    | 11  | −4  | 6    |           |     | 2–2     | 1–4   | —      | 2–1    |
| 4 | الهلال        | 6   | 0 | 2 | 4 | 3    | 7   | −4  | 2    |           | 0–1 | 0–0     | 1–1   | —      |        |

#### مباريات المجموعة
| ذهاب 13 فبراير 2018 | الهلال             | 0 - 0  | العين                               | الرياض                                                          |
| 20:25 (ت ع م+03:00) | ميليسي 39' كنو 73' | Report | 6' محمد 39' كايو 87' فايز 88' برمان | الملعب: استاد جامعة الملك سعود الحضور: 24.010 الحكم: أحمد الكاف |

| ذهاب 20 فبراير 2018 | استقلال                | 1 - 0  | الهلال                                          | مسقط                                                       |
| 18:30 (ت ع م+03:00) | حسیني 36' إبراهيمي 42' | Report | 51' 46' (ه.ذ.) الحافظ · 67' الحبسي · 80' سيروتي | الملعب: استاد السيب الرياضي الحضور: 4175 الحكم: ريوجي ساتو |

| ذهاب 06 مارس 2018   | الهلال     | 1 - 1  | الريان                                               | الرياض                                                               |
| 20:15 (ت ع م+03:00) | 58' الزوري | Report | 3' متولي · 20' عبدالرزاق · 55' السيد · 82' سيباستيان | الملعب: استاد جامعة الملك سعود الحضور: 22.535 الحكم: رافشان إيرماتوف |

| إياب 12 مارس 2018   | الريان                                        | 2 - 1  | الهلال                                           | الدوحة                                                                |
| 18:15 (ت ع م+03:00) | عبدالرزاق 44' (ركلة.) · تاباتا 66' · ياسر 89' | Report | 32' آل بليهي · 41' الزوري · 90' (ركلة.) القحطاني | الملعب: ملعب جاسم بن حمد الحضور: 9138 الحكم: محمد امیرول ایزوان یعقوب |

| إياب 02 أبريل 2018  | العين                                                                     | 2 - 1  | الهلال                                                           | العين                                                    |
| 18:30 (ت ع م+03:00) | عموري 25' · إسماعيل 36' · بيرغ 40' (ركلة.) 45+2' (ركلة.) · محمد 68' 90+1' | Report | 7' البريك · 18' الرشيدي · 28' بن شرقي · 39' آل بليهي · 81' جحفلي | الملعب: استاد هزاع بن زايد الحضور: 15.126 الحكم: ما نينغ |

| إياب 16 أبريل 2018  | الهلال                | 0 - 1  | استقلال   | الكويت                                                       |
| 18:45 (ت ع م+03:00) | الخيبري 33' فلاتة 83' | Report | 36' غفوري | الملعب: ملعب نادي الكويت الحضور: 4500 الحكم: هيرويوكي كيمورا |

## إحصاءات

### المدربين
اعتباراً من 25 يوليو 2017.
| م | الجنسية   | المدرب            | مباريات ودية | مباريات ودية | مباريات ودية | مباريات ودية | دوري المحترفين | دوري المحترفين | دوري المحترفين | دوري المحترفين | دوري أبطال آسيا 2017 | دوري أبطال آسيا 2017 | دوري أبطال آسيا 2017 | دوري أبطال آسيا 2017 | كأس خادم الحرمين الشريفين | كأس خادم الحرمين الشريفين | كأس خادم الحرمين الشريفين | كأس خادم الحرمين الشريفين | دوري أبطال آسيا 2018 | دوري أبطال آسيا 2018 | دوري أبطال آسيا 2018 | دوري أبطال آسيا 2018 | المجموع | المجموع | المجموع | المجموع |
| م | الجنسية   | المدرب            | مباراة       | فوز          | تعادل        | خسارة        | مباراة         | فوز            | تعادل          | خسارة          | مباراة               | فوز                  | تعادل                | خسارة                | مباراة                    | فوز                       | تعادل                     | خسارة                     | مباراة               | فوز                  | تعادل                | خسارة                | مباراة  | فوز     | تعادل   | خسارة   |
| - | --------- | ----------------- | ------------ | ------------ | ------------ | ------------ | -------------- | -------------- | -------------- | -------------- | -------------------- | -------------------- | -------------------- | -------------------- | ------------------------- | ------------------------- | ------------------------- | ------------------------- | -------------------- | -------------------- | -------------------- | -------------------- | ------- | ------- | ------- | ------- |
| 1 | الأرجنتين | رامون دياز        | 3            | 1            | 1            | 1            | 21             | 13             | 7              | 1              | 6                    | 2                    | 3                    | 1                    | 2                         | 1                         |                           | 1                         | 2                    |                      | 1                    | 1                    | 33      | 17      | 11      | 5       |
| - | الأرجنتين | خوان براون "مؤقت" |              |              |              |              | 5              | 3              | 1              | 1              |                      |                      |                      |                      |                           |                           |                           |                           | 4                    |                      | 1                    | 3                    | 9       | 3       | 2       | 4       |

- تلعب بطولة كأس السوبر من مباراة واحدة لذا تم إدراج نتائجها حسابياً من ضمن قائمة المباريات الودية.

### اللاعبين
اعتباراً من 10 أغسطس 2017 تدل الأرقام الواردة بين (قوسين) على تواجد اللاعب ضمن مقاعد البدلاء الفريق دون المشاركة في المباراة.
| الرقم                          | الجنسية    | اللاعبين          | المركز  | دوري جميل للمحترفين | دوري جميل للمحترفين | دوري جميل للمحترفين | دوري جميل للمحترفين | دوري أبطال آسيا 2017 | دوري أبطال آسيا 2017 | دوري أبطال آسيا 2017 | دوري أبطال آسيا 2017 | كأس خادم الحرمين الشريفين | كأس خادم الحرمين الشريفين | كأس خادم الحرمين الشريفين | كأس خادم الحرمين الشريفين | دوري أبطال آسيا 2018 | دوري أبطال آسيا 2018 | دوري أبطال آسيا 2018 | دوري أبطال آسيا 2018 | المجموع | المجموع | المجموع | المجموع  |
| الرقم                          | الجنسية    | اللاعبين          | المركز  | مباراة              | هدف                 | أنذر                | Red card            | مباراة               | هدف                  | أنذر                 | Red card             | مباراة                    | هدف                       | أنذر                      | Red card                  | مباراة               | هدف                  | أنذر                 | Red card             | مباراة  | هدف     | أنذر    | Red card |
| ------------------------------ | ---------- | ----------------- | ------- | ------------------- | ------------------- | ------------------- | ------------------- | -------------------- | -------------------- | -------------------- | -------------------- | ------------------------- | ------------------------- | ------------------------- | ------------------------- | -------------------- | -------------------- | -------------------- | -------------------- | ------- | ------- | ------- | -------- |
| 1                              | السعودية   | عبد الله المعيوف  | GK      | 13 (2)              |                     |                     |                     | 6                    |                      |                      |                      |                           |                           |                           |                           | 1 (1)                |                      |                      |                      | 19 (3)  |         |         |          |
| 33                             | السعودية   | أسامة هوساوي      | DF      | 19 (1)              |                     | 2                   |                     | 6                    |                      |                      |                      | 1                         |                           |                           |                           | 3 (2)                |                      |                      |                      | 29 (3)  |         | 2       |          |
| 17                             | السعودية   | عبد الله الحافظ   | DF      | 13 (4)              | 2                   | 2                   |                     | 3                    |                      | 1                    |                      | 0 (2)                     |                           |                           |                           | 1 (1)                |                      | 1                    |                      | 17 (7)  | 2       | 4       |          |
| 2                              | السعودية   | محمد البريك       | RB      | 20 (1)              | 1                   | 2                   |                     | 5                    |                      | 1                    |                      |                           |                           |                           |                           | 6                    | 1                    |                      |                      | 31 (1)  | 2       | 3       |          |
| 12                             | السعودية   | ياسر الشهراني     | LB      | 20                  | 2                   | 3                   |                     | 6                    | 1                    |                      |                      | 1                         |                           |                           |                           | 5 (1)                |                      |                      |                      | 32 (1)  | 3       | 3       |          |
| 8                              | السعودية   | عبد الله عطيف     | CM      | 23                  |                     | 3                   |                     | 4                    |                      | 4                    | 1                    | 1                         |                           | 1                         |                           | 5                    |                      |                      |                      | 33      |         | 8       | 1        |
| 16                             | الأوروغواي | نيكولاس ميليسي    | DM      | 18                  | 2                   | 4                   |                     | 5                    |                      | 2                    |                      | 2                         |                           | 1                         |                           | 4 (2)                |                      | 1                    |                      | 29 (2)  | 2       | 7       |          |
| 7                              | السعودية   | سلمان الفرج       | CM      | 17                  | 3                   | 4                   |                     | 4                    |                      | 2                    |                      | 0 (1)                     |                           |                           |                           | 2                    |                      |                      |                      | 23 (1)  | 3       | 6       |          |
| 24                             | السعودية   | نواف العابد       | LM      | 11                  |                     | 1                   |                     | 3                    |                      | 2                    |                      | 0 (1)                     |                           |                           |                           |                      |                      |                      |                      | 14 (1)  |         | 3       |          |
| 3                              | البرازيل   | كارلوس إدواردو    | SS      | 8                   | 6                   | 1                   |                     | 5                    | 3                    |                      |                      |                           |                           |                           |                           |                      |                      |                      |                      | 13      | 9       | 1       |          |
| 77                             | سوريا      | عمر خربين         | SS      | 16                  | 7                   | 2                   |                     | 6                    | 6                    | 1                    |                      | 0 (1)                     |                           |                           |                           |                      |                      |                      |                      | 21 (1)  | 13      | 3       |          |
| 26                             | سلطنة عمان | علي الحبسي        | GK      | 13 (13)             |                     |                     |                     |                      |                      |                      |                      | 2                         |                           |                           |                           | 4 (1)                |                      |                      | 1                    | 19 (14) |         |         | 1        |
| 70                             | السعودية   | محمد جحفلي        | DF      | 23 (2)              | 2                   | 4                   |                     | 5 (1)                |                      | 1                    |                      | 2                         |                           |                           |                           | 4 (2)                |                      | 1                    |                      | 34 (5)  | 2       | 6       |          |
| 5                              | السعودية   | علي آل بليهي      | DF      | 5 (8)               |                     | 1                   |                     | 0 (2)                |                      |                      |                      | 1                         |                           | 1                         |                           | 4                    |                      | 2                    |                      | 10 (10) |         | 4       |          |
| 25                             | السعودية   | فيصل درويش        | RD      | 7 (2)               | 1                   | 2                   |                     | 0 (1)                |                      |                      |                      | 2                         |                           |                           |                           | 0 (2)                |                      |                      |                      | 9 (5)   | 1       | 2       |          |
| 4                              | السعودية   | عبد الله الزوري   | LD      | 6 (9)               |                     |                     |                     | 3 (2)                |                      |                      |                      | 2                         |                           |                           |                           | 5                    | 1                    | 1                    |                      | 16 (11) | 1       | 1       |          |
| 6                              | السعودية   | عبد الملك الخيبري | DM      | 9 (7)               |                     | 1                   |                     | 4 (2)                |                      |                      |                      |                           |                           |                           |                           | 5 (1)                |                      | 1                    |                      | 18 (10) |         | 2       |          |
| 28                             | السعودية   | محمد كنو          | CM      | 15 (3)              |                     |                     |                     | 4 (2)                |                      | 1                    |                      | 2                         |                           |                           |                           | 5 (1)                |                      | 1                    |                      | 26 (6)  |         | 1       |          |
| 21                             | السعودية   | ماجد النجراني     | LM      | 5 (7)               |                     | 1                   |                     |                      |                      |                      |                      | 1                         |                           |                           |                           |                      |                      |                      |                      | 6 (7)   |         | 1       |          |
| 29                             | السعودية   | سالم الدوسري      | RM      | 13                  | 4                   | 3                   |                     | 5                    |                      | 2                    | 1                    | 1                         |                           |                           |                           |                      |                      |                      |                      | 19      | 4       | 5       | 1        |
| 9                              | الأوروغواي | ماتياس بريتوس     | FM      | 6 (2)               | 1                   |                     |                     | 2 (2)                |                      |                      |                      |                           |                           |                           |                           |                      |                      |                      |                      | 8 (4)   | 1       |         |          |
| 11                             | فنزويلا    | غيلمين ريفاس      | FM      | 23 (1)              | 7                   |                     |                     |                      |                      |                      |                      | 2                         | 1                         |                           |                           |                      |                      |                      |                      | 25 (1)  | 8       |         |          |
| 30                             | السعودية   | محمد الواكد       | GK      | 0 (10)              |                     |                     |                     | 0 (6)                |                      |                      |                      | 0 (2)                     |                           |                           |                           | 2 (2)                |                      |                      |                      | 2 (20)  |         |         |          |
| 32                             | السعودية   | متعب المفرج       | DF      | 0 (2)               |                     |                     |                     |                      |                      |                      |                      |                           |                           |                           |                           |                      |                      |                      |                      | 0 (2)   |         |         |          |
| 13                             | السعودية   | حسن كادش          | LW      | 3 (1)               |                     | 1                   |                     |                      |                      |                      |                      |                           |                           |                           |                           |                      |                      |                      |                      | 3 (1)   |         | 1       |          |
| 14                             | السعودية   | مهند فلاتة        | CM      | 5 (7)               |                     |                     |                     |                      |                      |                      |                      | 1 (1)                     |                           |                           |                           | 1 (2)                |                      | 1                    |                      | 7 (10)  |         | 1       |          |
| 18                             | السعودية   | ناصر الدوسري      | DM      | 3 (5)               |                     |                     |                     |                      |                      |                      |                      | 1 (1)                     |                           |                           |                           | 1                    |                      |                      |                      | 5 (6)   |         |         |          |
| 10                             | السعودية   | محمد الشلهوب      | CM      | 8 (8)               | 2                   |                     |                     | 2 (2)                |                      |                      |                      | 1                         |                           |                           |                           | 2 (2)                |                      |                      |                      | 13 (12) | 2       |         |          |
| 31                             | مصر        | أحمد أشرف         | LM      | 7 (2)               |                     | 1                   |                     |                      |                      |                      |                      |                           |                           |                           |                           |                      |                      |                      |                      | 7 (2)   |         | 1       |          |
| 22                             | الأرجنتين  | إيزيكيل سيروتي    | RM      | 8                   | 1                   |                     |                     |                      |                      |                      |                      |                           |                           |                           |                           | 3 (1)                |                      | 1                    |                      | 14 (1)  | 1       | 1       |          |
| 20                             | السعودية   | ياسر القحطاني     | FM      | 4 (14)              |                     |                     |                     | 2 (2)                |                      | 1                    |                      | 2                         | 1                         |                           |                           | 3 (2)                | 1                    |                      |                      | 11 (18) | 2       | 1       |          |
| 44                             | السعودية   | مختار فلاته       | FM      | 7 (10)              | 2                   |                     |                     | 2 (1)                |                      |                      |                      | 2                         |                           | 1                         |                           | 4 (1)                |                      |                      |                      | 15 (12) | 2       | 1       |          |
| 36                             | السعودية   | مجاهد المنيع      | FM      | 5 (1)               | 1                   | 1                   |                     | 0 (1)                |                      |                      |                      | 1                         |                           |                           |                           | 4                    |                      |                      |                      | 10 (2)  | 1       | 1       |          |
| 28                             | السعودية   | مروان الحيدري     | GK      | 0 (1)               |                     |                     |                     |                      |                      |                      |                      |                           |                           |                           |                           | 0 (1)                |                      |                      |                      | 0 (2)   |         |         |          |
| 27                             | السعودية   | ذعار العتيبي      | CM      |                     |                     |                     |                     |                      |                      |                      |                      | 0 (1)                     |                           |                           |                           |                      |                      |                      |                      | 0 (1)   |         |         |          |
| 31                             | السعودية   | محمد القنيعان     | CM      |                     |                     |                     |                     |                      |                      |                      |                      | 0 (1)                     |                           |                           |                           |                      |                      |                      |                      | 0 (1)   |         |         |          |
| 59                             | السعودية   | فهد الرشيدي       | FM      | 3                   |                     | 1                   |                     |                      |                      |                      |                      | 0 (1)                     |                           |                           |                           | 2                    |                      | 1                    |                      | 5 (1)   |         | 2       |          |
| 27                             | المغرب     | أشرف بنشرقي       | LM      | 7                   | 3                   |                     |                     |                      |                      |                      |                      |                           |                           |                           |                           | 6                    |                      | 1                    |                      | 13      | 3       | 1       |          |
| هدف عكسي (سجله الخصم في مرماه) |            |                   |         |                     |                     |                     |                     |                      |                      |                      |                      |                           |                           |                           |                           |                      |                      |                      |                      |         |         |         |          |
| المجموع                        | المجموع    | المجموع           | المجموع | المجموع             | 47                  | 40                  |                     |                      | 10                   | 18                   | 2                    |                           | 2                         | 4                         |                           |                      | 3                    | 12                   | 1                    |         | 62      | 72      | 3        |

- الأرقام الواردة بين قوسين تدل على ظهور اللاعب ضمن مقاعد البدلاء الفريق دون المشاركة في المباراة.

#### ترتيب الهدافين
اعتباراً من 10 أغسطس 2017.
| الرقم   | الجنسية    | اللاعب          | المركز  | دوري المحترفين | أبطال آسيا 2017 | كأس خادم الحرمين الشريفين | أبطال آسيا 2018 | المجموع |
| ------- | ---------- | --------------- | ------- | -------------- | --------------- | ------------------------- | --------------- | ------- |
| 77      | سوريا      | عمر خربين       | SS      | 7              | 6               |                           |                 | 13      |
| 3       | البرازيل   | كارلوس إدواردو  | SS      | 6              | 3               |                           |                 | 9       |
| 11      | فنزويلا    | غيلمين ريفاس    | FM      | 7              |                 | 1                         |                 | 8       |
| 29      | السعودية   | سالم الدوسري    | RM      | 4              |                 |                           |                 | 4       |
| 12      | السعودية   | ياسر الشهراني   | LW      | 2              | 1               |                           |                 | 3       |
| 7       | السعودية   | سلمان الفرج     | LM      | 3              |                 |                           |                 | 3       |
| 27      | المغرب     | أشرف بنشرقي     | LW      | 3              |                 |                           |                 | 3       |
| 17      | السعودية   | عبد الله الحافظ | DF      | 2              |                 |                           |                 | 2       |
| 44      | السعودية   | مختار فلاته     | LM      | 2              |                 |                           |                 | 2       |
| 70      | السعودية   | محمد جحفلي      | DF      | 2              |                 |                           |                 | 2       |
| 16      | الأوروغواي | نيكولاس ميليسي  | DM      | 2              |                 |                           |                 | 2       |
| 20      | السعودية   | ياسر القحطاني   | CF      |                |                 | 1                         | 1               | 2       |
| 10      | السعودية   | محمد الشلهوب    | CM      | 2              |                 |                           |                 | 2       |
| 2       | السعودية   | محمد البريك     | RW      | 1              |                 |                           | 1               | 2       |
| 26      | السعودية   | فيصل درويش      | RW      | 1              |                 |                           |                 | 1       |
| 9       | الأوروغواي | ماتياس بريتوس   | FM      | 1              |                 |                           |                 | 1       |
| 15      | السعودية   | مجاهد المنيع    | FM      | 1              |                 |                           |                 | 1       |
| 22      | الأرجنتين  | إيزيكيل سيروتي  | RW      | 1              |                 |                           |                 | 1       |
| 4       | السعودية   | عبد الله الزوري | LD      |                |                 |                           | 1               | 1       |
| المجموع | المجموع    | المجموع         | المجموع | 47             | 10              | 2                         | 3               | 62      |

آخر تحديث: 12 أبريل 2018.

مصدر: دوري المحترفين السعودي

#### ترتيب صناع أهداف
اعتباراً من 10 أغسطس 2017.
| الرقم.  | الجنسية.   | اللاعب          | المركز  | دوري المحترفين | أبطال آسيا 2017 | كأس خادم الحرمين الشريفين | أبطال آسيا 2018 | المجموع |
| ------- | ---------- | --------------- | ------- | -------------- | --------------- | ------------------------- | --------------- | ------- |
| 29      | السعودية   | سالم الدوسري    | RM      | 1              | 5               |                           |                 | 6       |
| 7       | السعودية   | سلمان الفرج     | LM      | 4              |                 |                           |                 | 4       |
| 12      | السعودية   | ياسر الشهراني   | LW      | 4              |                 |                           |                 | 4       |
| 77      | سوريا      | عمر خربين       | SS      | 4              |                 |                           |                 | 4       |
| 16      | الأوروغواي | نيكولاس ميليسي  | DF      | 1              | 2               |                           |                 | 3       |
| 22      | الأرجنتين  | إيزيكيل سيروتي  | RW      | 3              |                 |                           |                 | 3       |
| 21      | السعودية   | ماجد النجراني   | LM      | 2              |                 |                           |                 | 2       |
| 2       | السعودية   | محمد البريك     | RW      | 1              | 1               |                           |                 | 2       |
| 11      | فنزويلا    | غيلمين ريفاس    | FM      | 2              |                 |                           |                 | 2       |
| 18      | السعودية   | ناصر الدوسري    | CM      | 1              |                 | 1                         |                 | 2       |
| 8       | السعودية   | عبد الله عطيف   | DF      | 2              |                 |                           |                 | 2       |
| 33      | السعودية   | أسامة هوساوي    | DF      | 2              |                 |                           |                 | 2       |
| 9       | الأوروغواي | ماتياس بريتوس   | FM      | 1              |                 |                           |                 | 1       |
| 28      | السعودية   | محمد كنو        | DM      | 1              |                 |                           |                 | 1       |
| 24      | السعودية   | نواف العابد     | LM      | 1              |                 |                           |                 | 1       |
| 4       | السعودية   | عبد الله الزوري | LW      |                |                 | 1                         |                 | 1       |
| 31      | مصر        | أحمد أشرف       | LM      | 1              |                 |                           |                 | 1       |
| 59      | السعودية   | فهد الرشيدي     | FM      | 1              |                 |                           |                 | 1       |
| 15      | السعودية   | مجاهد المنيع    | FM      | 1              |                 |                           |                 | 1       |
| 27      | المغرب     | أشرف بنشرقي     | LW      | 1              |                 |                           |                 | 1       |
| المجموع | المجموع    | المجموع         | المجموع | 34             | 8               | 2                         |                 | 43      |

آخر تحديث: 12 أبريل 2018.

مصدر: دوري المحترفين السعودي

#### نظافة الشباك
اعتباراً من 10 أغسطس 2017.
| الرقم.  | الجنسية.   | حارس المرمى      | دوري المحترفين | أبطال آسيا 2017 | كأس خادم الحرمين الشريفين | أبطال آسيا 2018 | مجموع الأهداف |
| ------- | ---------- | ---------------- | -------------- | --------------- | ------------------------- | --------------- | ------------- |
| 1       | السعودية   | عبد الله المعيوف | 13             | 4               |                           |                 | 17            |
| 22      | سلطنة عمان | علي الحبسي       | 10             |                 | 2                         | 6               | 18            |
| 30      | السعودية   | محمد الواكد      |                |                 |                           | 1               | 1             |
| 28      | السعودية   | مروان الحيدري    |                |                 |                           |                 |               |
| المجموع | المجموع    | المجموع          | 23             | 4               | 2                         | 7               | 36            |

آخر تحديث: 16 أبريل 2018.

مصدر: دوري المحترفين السعودي

#### هاتريك
| اللاعب         | ضد     | النتيجة | تاريخ          | المنافسة               |
| -------------- | ------ | ------- | -------------- | ---------------------- |
| كارلوس إدواردو | العين  | 3 – 0   | 11 سبتمبر 2017 | دوري أبطال آسيا 2017   |
| عمر خربين      | بيروزي | 4 – 0   | 26 سبتمبر 2017 | دوري أبطال آسيا 2017   |
| عمر خربين      | الفتح  | 4 – 1   | 12 أبريل 2018  | دوري المحترفين السعودي |

(د) – داخل الأرض; (خ) – خارج الأرض